# Cratere C. Mayer
C. Mayer è un cratere lunare di 37,54 km situato nella parte nord-orientale della faccia visibile della Luna, sul limite settentrionale del Mare Frigoris, a nord del grande cratere Aristoteles. Più a sud si trova, a distanza minore, il cratere Sheepshanks.
Questo cratere è una formazione relativamente recente, con un bordo ben definito, anche se di aspetto più poligonale che circolare. L'interno ha un aspetto terrazzato ed è parzialmente rugoso ed irregolare. Il picco centrale giace leggermente a nord del centro geometrico e si estende nella stessa direzione.
Il cratere è dedicato all'astronomo ceco Christian Mayer.

## Crateri correlati
Alcuni crateri minori situati in prossimità di C. Mayer sono convenzionalmente identificati, sulle mappe lunari, attraverso una lettera associata al nome.
| C. Mayer | Coordinate            | Diametro (in km) |
| -------- | --------------------- | ---------------- |
| B        | 60°11′24″N 15°26′24″E | 32,7             |
| D        | 62°12′00″N 18°30′36″E | 64,82            |
| E        | 61°10′48″N 16°02′24″E | 11,23            |
| F        | 62°05′24″N 19°37′12″E | 6,65             |
| H        | 64°12′36″N 14°44′24″E | 42,7             |